# محمدصادق نجمی
محمدصادق نجمی (۱۳۱۵ هریس (شبستر)-۲۵ شهریور ۱۳۹۰ تهران) نویسنده و عضو مجلس خبرگان رهبری بود.

## زندگی و دوران تحصیل
محمد صادق نجمی در سال ۱۳۱۵ در روستای هریس شهرستان شبستر متولد شد. پدرش میرزا احمد شرفخانه‌ای و مادرش از خانواده حجت است. صادق نجمی در سال ۱۳۳۲ برای تکمیل تحصیلات خود وارد حوزه علمیه قم شد و نزد اساتیدی چون محقق داماد، مرتضی حائری، گلپایگانی، مشکینی و سلطانی طباطبائی درس خواند. وی به علت عارضه قلبی در ۲۵ شهریور ۱۳۹۰ بیمارستان پیامبران تهران درگذشت.

## آثار
نجمی از دهه ۵۰ شمسی به صورت جدی مطالعه و تحقیق در زمینه علوم حدیث و تاریخ را آغاز نمود که با تشویق‌های عبدالحسین امینی و سید مرتضی عسکری کتاب ارزشمند «سیری در صحیحین» را تألیف نمود. از دیگر تالیفات او «سخنان حسین بن علی از مدینه تا کربلا»، «تاریخ حرم ائمه بقیع»، «یک مناظره علمی» و ده‌ها کتاب دیگر است. برخی از تالیفات او به زبان‌های عربی، انگلیسی، اردو و سایر زبان‌های دنیا منتشر شده است. همچنین وی با اجازه خوئی و علامه عسگری کتاب‌هایی چون البیان، عایشه در دوران علی و عبدالله بن سبا را با همکاری هاشم هاشم‌زاده هریسی به زبان فارسی ترجمه نمود.